# HMS Argus (1917)
HMS Argus (Корабль Его Величества «А́ргус», от имени мифологического Аргуса, шестой британский военный корабль с таким именем) — авианосец Королевского флота Великобритании, первый в мире авианосец классической компоновки (с плоской взлётно-посадочной палубой). Принят на вооружение 16 сентября 1918 года. Будучи недостаточно быстроходным для активных совместных действий с линейными кораблями и крейсерами флота, «Аргус», относимый обычно к первому поколению авианосцев (перестроенных из различных судов), стал экспериментальным полигоном для развития концепции морской авиации в целом и авианесущего корабля в частности, а также учебным судном.

## История создания и конструкция
Первоначально корабль был заложен как пассажирский лайнер Conto Rosso («Конто Россо») для итальянской судоходной компании Lloyd Sabaudo Line. Однако, начавшаяся Первая мировая война изменила планы и судостроителей, и заказчиков. Строительство было приостановлено. В августе 1916 года Адмиралтейство решило ответить согласием на предложение Beardmore commercial yard выкупить недостроенный корпус достаточно большого лайнера и перестроить в гидроавиатранспорт. Однако, уже в ходе переоборудования было принято решение перестроить его в авианосец для палубных самолётов с колёсным шасси.

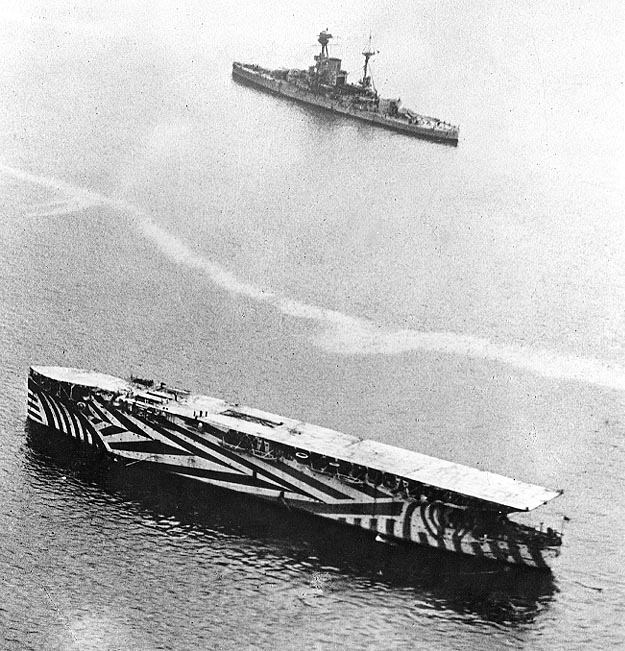
HMS Argus стал первым в мире авианосцем с плоской полётной палубой. На заднем плане линкор типа Ривендж

В конструкцию бывшего пассажирского лайнера было внесено множество новаторских по тем временам изменений, таких как плоская полётная палуба, горизонтальные дымоводы, для вывода дыма за кормовую оконечность авианосца, комплект тормозных тросов — предшественник аэрофинишеров. «Аргус» часто подвергался изменениям и модификациям, служа своеобразной моделью авианосца в натуральную величину для проверки идей и внедрения новшеств, впоследствии применявшихся при строительстве других авианосцев.
«Аргус» имел локальное бронирование: погреба боезапаса защищали двухдюймовые плиты. Первоначально артиллерийское вооружение авианосца состояло из двух орудий и четырёх зенитных пушек калибра 102 мм. Две зенитные пушки были установлены в носовой части авианосца, на верхней палубе. Они потребовали обустройства специальных проёмов в полётной палубе для ведения огня. Две другие зенитные пушки были установлены в кормовой части корабля, за кормовым свесом полётной палубы.
К началу Второй мировой войны «Аргус» имел две зенитных пушки калибром 102 мм и двенадцать 12,7-мм пулемётов «Виккерс-12,7». В 1942 году его перевооружили, оснастив четырьмя орудиями калибра 102 мм, тринадцатью 20-миллиметровыми «эрликонами» и шестнадцатью 12,7-мм пулемётами Виккерс-12,7. В конце 1943 года к этому вооружению добавили ещё восемь 7,7-мм пулемётов.
Введение в строй «Аргуса» подстегнуло конструкторскую мысль и в других странах. В США в авианосец был перестроен флотский угольщик USS Jupiter, получивший название USS Langley.
| Авиагруппа HMS Argus во Вторую мировую войну |                                 |                                 |
| Эскадрилья FAA                               | Период базирования              | Самолёты на вооружении          |
| 701 эскадрилья FAA                           | Июнь — октябрь 1940 года        | Walrus I                        |
| 821X эскадрилья FAA                          | Декабрь 1940 года               | Swordfish I                     |
| 825 эскадрилья FAA                           | декабрь 1940 — январь 1941 года | Swordfish I                     |
| 800Y эскадрилья FAA                          | май 1941 года                   | Fulmar I                        |
| 804B эскадрилья FAA                          | сентябрь — октябрь 1941, года   | Fulmar I                        |
| 828 эскадрилья FAA                           | с сентября по октябрь 1941      | Fairey Albacore I и Swordfish I |
| 818 эскадрилья FAA                           | с сентября по ноябрь 1941       | Swordfish I                     |
| 812 эскадрилья FAA                           | с ноября 1941 по апрель 1942    | Swordfish I                     |
| 804 эскадрилья FAA                           | в ноябре 1941                   | Fulmar II                       |
| 807 эскадрилья FAA                           | в ноябре 1941                   | Fulmar II                       |
| 807 эскадрилья FAA                           | с февраля по июнь 1942          | Fulmar II                       |
| 801 эскадрилья FAA                           | мая по июнь 1942                | Sea Hurricane Ib                |
| 824 эскадрилья FAA                           | мая по июнь 1942                | Swordfish I                     |
| 804 эскадрилья FAA                           | июль — август 1942              | Hurricane IIb                   |
| 880 эскадрилья FAA                           | октябрь — ноябрь 1942           | Spitfire Vb                     |
| 837A эскадрилья FAA                          | январь — февраль 1943           | Swordfish I/II                  |

## Оценка проекта
С формальной точки зрения проект авианосца вряд ли можно описать, как особо удачный, поскольку корпус пассажирского лайнера трудно считать в полной мере пригодным для строительства боевого корабля, несмотря на проведённые модернизации. Небольшое водоизмещение влекло за собой малую самолётовместимость, а тихоходность не позволяла авианосцу действовать совместно с линейным флотом. Неудачной следует признать и систему дымоотведения. Критике моряков подвергалось и отсутствие надстройки. Вместе с тем, «Аргус» являлся во многом экспериментальной конструкцией, позволившей опробовать на практике как компоновочные решения, так и технические средства флотской авиации.

## История службы
ЕВК «Аргус» официально был принят на вооружение 16 сентября 1918 года и был введён в состав Гранд-Флита. 21 октября на его борт прибыла эскадрилья Sopwith Cuckoo. Планировалось использовать «Аргус» для атаки Флота «Открытого Моря» на якорной стоянке, однако заключённое перемирие отменило эти планы. Эскадрилья была отписана от «Аргуса» 14 апреля 1919 года. 

### «Коробочка для мелочей»

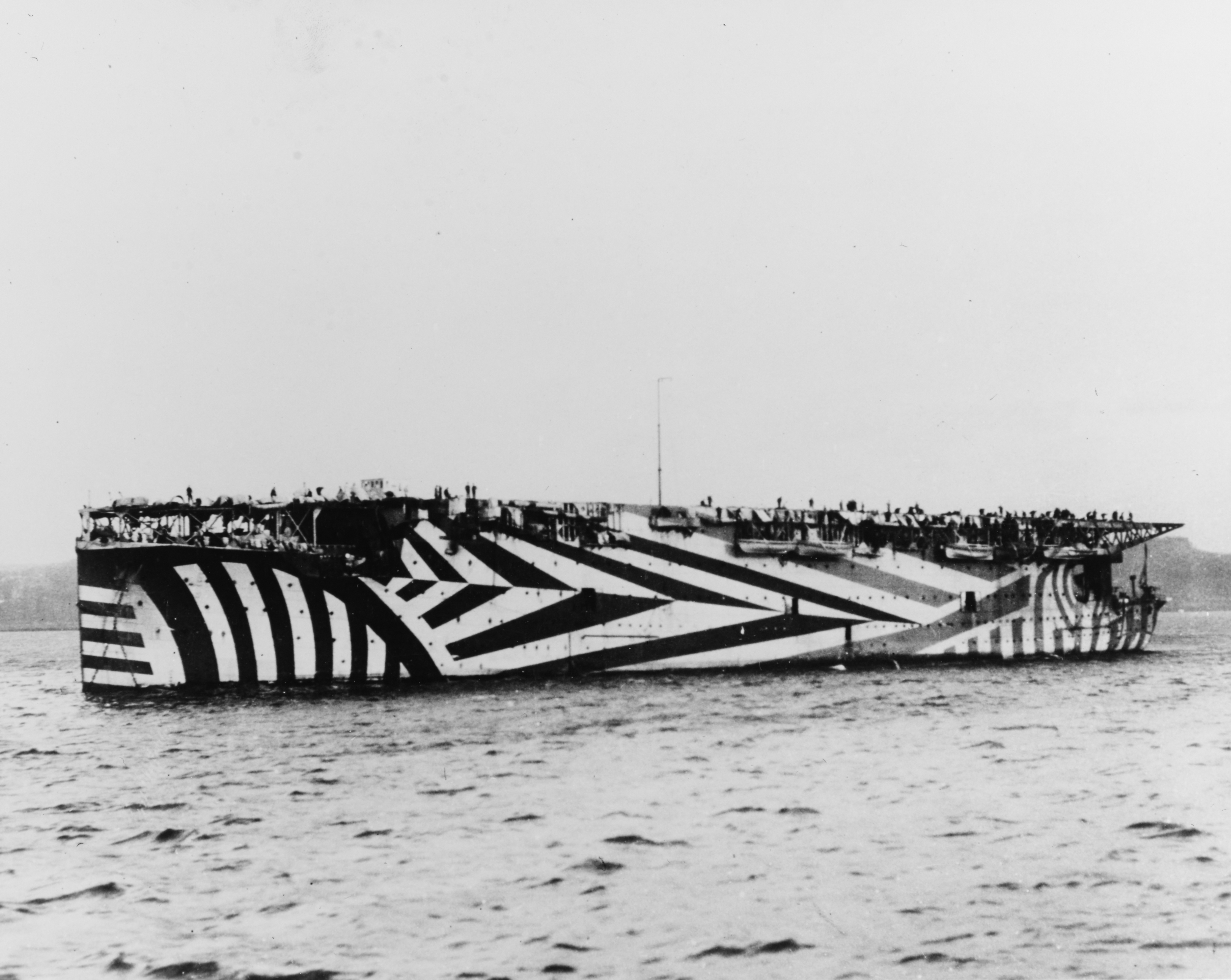
HMS Argus в камуфляжной раскраске. Такой тип камуфляжа называется Razzle Dazzle

Авианосец получил забавное прозвище «Ditty Box», так в англоязычных флотах называется коробочка для различных мелочей, таких как нитки, иголки, пуговицы и т. п. Этот случай описан так:

Матрос Тед Поссер, поступивший в КВМФ в 1902 году, вскоре прославился своей способностью опознавать любой корабль. Он даже был в состоянии различить корабли одной серии. В ходе Первой мировой войны, благодаря своему умению, он, дослужившись до ранга старшего петти-офицера, был приписан к штабу адмирала Джеллико, командующего Гранд-Флитом, и стал старшиной сигнальщиков и вперёдсмотрящих. Поссер участвовал в Ютландской битве. После того, как Джеллико занял пост Первого Морского Лорда, Поссер сохранил свою должность при штабе нового командующего адмирала сэра Дэвида Битти.
В один из дней 1918 года корабль с необычной внешностью подошёл к якорной стоянке Гранд-Флита в Скапа-Флоу. Он имел плоскую палубу и был раскрашен яркими чёрными и белыми полосами. Такого судно Поссер никогда не видел ранее. Не найдя подходящих слов он решил доложить просто: «Корабль подходит, сэр».
Адмирал Битти был весьма удивлён, тем что Поссер не дал полную информацию о подходящем корабле. Удивление сменилось раздражением от того, что подобный рапорт исходил от человека, считавшегося экспертом в определении кораблей и адмирал рявкнул что-то типа: «Разрази меня гром, какой корабль? Какого типа?»
Поссер быстро ответил: «Похожий на большую плавучую коробку для мелочей, сэр!»
Адмирал и весь штаб разразились хохотом.
Вскоре выяснилось, что корабль был не чем иным, как HMS Argus…
Оригинальный текст (англ.)Ted Posser joined the Royal Navy in 1902 and soon made a name for himself with his remarkable ability to identify any ship at a glance. He could tell one sister ship from the other by the smallest differences, such as the arrangement of steam pipes or other minor details. His skills were such, that during World War I, by which time he was chief petty officer, Poser was attached to the staff of Admiral John Jellicoe, commanding the Grand Fleet as chief of signalmen and lookouts, serving in this capacity at the Battle of Jutland. When Jellicoe was promoted to First Sea Lord, Posser was retained by the new commander of the Grand Fleet, Adm. Sir David Beatty. 

One day in 1918, an odd looking ship entered the Grand Fleet’s anchorage, at Scapa Flow. It had a totally flush deck and was painted in a vivid black and white striped camouflage. Posser had never seen such a vessels before. Stumbling for words, he finally decided to finally keep things simple, and said, "Ship entering, sir." 
This caught Beatty by surprise, as Posser would normally have given a complete identification. The admiral naturally reacted with some anger at such a vague report from the man who was supposed to be the flagships' expert on ship identification, saying something like, "Damn it all man, what ship is it? What sort of ship?" 
Non-pulsed, Posser quickly replied. "Well, it looks like a floating ditty box, Sir." 
At that, Beatty and his staff roared with laughter. 
It soon transpired that the ship was none other than HMS Argus, the first proper – i.e., flat-topped – aircraft carrier ever built. Thus, Posser’s lack of familiarity with the new vessel was natural. Neither he, nor anyone else in the fleet, had ever seen an aircraft carrier; seaplane carriers and flying deck cruisers, yes – but they had flying off platforms before or aft of the superstructure, not a totally flat deck. 
In any case, having redeemed himself by a bit of wit, Posser earned a suitable reward. Beatty was to wont to send petty officers a 'tot' of rum when he was pleased with the way one of them had performed. That night Posser had a couple of tots; from the Admiral, from the Captain, the Commander, and various officers, all of whom were having drinks in the wardroom and laughing about the new arrival. In fact, Posser had so many tots, that he later said he was very glad that he was able to keep out of harm’s way the next morning as he had an enormous hang over. 
By the way, a “Ditty Box” was a small wooden case about the size of a shoe box, that was provided to each sailor so that he could store his valuables. And Posser’s impromptu comparison between the new carrier and a ditty box, gave Argus the nickname that she would bear throughout her career, which ended when she was scrapped in 1946. 

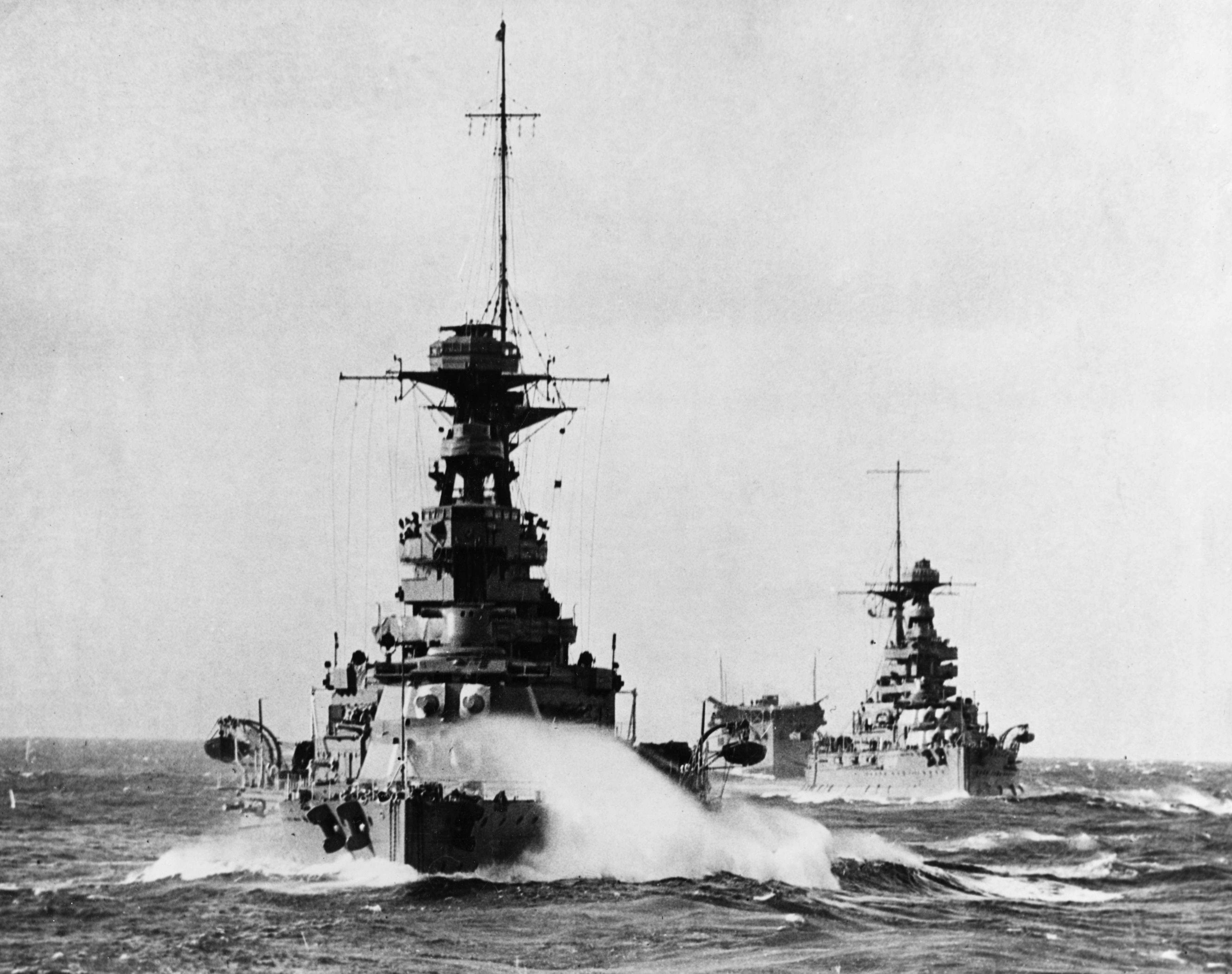
HMS Barham, HMS Malaya и HMS Argus, идущие колонной на учениях в Средиземном море, конец 20-х годов. Высокобортный силуэт авианосца отличается от прочих боевых кораблей

«Аргус» не попал под действие Вашингтонского соглашения об ограничении морских вооружений 1922 года. В конце 1920-х годов на корабле были установлены були для улучшения противоторпедной защиты.
В 1937—1938 годах «Аргус» прошёл модернизацию и до начала Второй мировой войны использовался как учебный корабль. Его также оснастили оборудованием для работы с радиоуправляемыми самолётами-мишенями Queen Bee. После начала Второй мировой войны корабль отправился во французский Тулон, в качестве стационара, для обучения палубной авиации союзных войск. После капитуляции Франции «Аргус» вернулся в Великобританию.

### Годы боевой славы
В начале августа 1940 года «Аргус», прикрытие которого обеспечивало соединение кораблей во главе с HMS Hood удачно выполнил операцию «Харри» (Hurry), по переброске на Мальту двенадцати самолётов Hurricane для укрепления ПВО Мальты. Однако аналогичная операция «Уайт» (White), предпринятая в ноябре, закончилась неудачей — у 9 из 14 самолётов в результате перемены ветра закончилось горючее и они погибли вместе с экипажами.
Для усиления авиагруппировки в Египте был реализован комбинированный вариант доставки самолётов — морем до Такоради, далее через Хартум до Каира. Одним из первых в этой операции участвовал «Аргус». 6 сентября 1940 года партия из 30 «Харрикейнов» благополучно добралась до Такоради. Этот путь позволил высвободить тоннаж для использования на других направлениях.
После вступления в войну СССР был сформирован первый арктический конвой из 7 транспортов с сырьём (в первую очередь каучуком и продовольствием) и военной техникой (15 самолётами в разобранном состоянии) (SS Alchiba (голландский), флотский танкер RFA Aldersdale, SS Esneh, SS Lancastrian Prince, SS Llanstephan Castle, SS New Westminster City и SS Trehata). В состав эскорта входили океанские тральщики HMS Halcyon, HMS Salamander и HMS Harrier, эсминцы HMS Electra, HMS Active и HMS Impulsive, а также корабли ПЛО HMS Hamlet, HMS Macbeth и HMS Ophelia. Конвой ещё не получил буквенной литеры PQ, а назывался «Дервиш». 21 августа 1941 года конвой вышел из Исландии. Вместе с конвоем отправился и «Аргус», на который погрузили 24 новых «Харрикейна» IIB, а также по 12 пилотов из 81 и 134 эскадрилий 151-го авиакрыла Королевских ВВС. Собственную авиагруппу составили 6 Grumman Martlets. Также прикрытие конвоя осуществляли авианосец HMS Victorious и 2 крейсера под командованием контр-адмирала Уэйк-Уокера.
Потери среди британских авианосцев в 1940—1941 вынудили Адмиралтейство вновь переклассифицировать «Аргус» в боевой авианосец после ремонта и модернизации, которые он проходил с декабря 1941 года по февраль 1942 года. После этого он был введён в состав знаменитого Соединения H и принимал активное участие в боевых действиях на Средиземноморском и Североафриканском театрах военных действий.
12 июня 1942 года началась операция «Гарпун». В ходе её выполнения союзное командование планировало провести на Мальту конвой из 6 торговых судов (британские Troilus, Burdwan и Orari; голландский Tanimbar и американские Chant и Kentucky) с 43,000 тонн припасов и горючего. В эскорт входили крейсер HMS Cairo, девять эсминцев, минзаг (HMS Abdiel) и малые суда. Дистанционное прикрытие обеспечивали линкор HMS Malaya, авианосцы HMS Argus и Eagle, крейсера HMS Kenya, Charybdis, Liverpool и эсминцы. 13 июня конвой был обнаружен силами противника. 14 июня начались атаки авиации на конвой. В силу своей тихоходности, «Аргус» испытывал определённые проблемы — для проведения лётных операций ему необходимо было поворачиваться против ветра, а затем вновь занимать место в строю. Однако, сопроводив конвой до Сицилийских узостей, большие корабли были вынуждены отвернуть назад. Конвой подвергся тяжёлым атакам и до Мальты дошло только два торговых судна.
При подготовке к операции «Факел» к «Аргусу» была прикомандирована 802 эскадрилья Королевских Воздушных Сил Флота, оснащённый самолётами Spitfire Vb. В ходе этой операции «Аргус» несколько раз едва не погиб. Сначала его попыталась атаковать немецкая подводная лодка U-81 под командованием оберлейтенанта цур зее Фридриха Гуггенбергера, потопившего HMS Ark Royal, однако лодка была обнаружена, и Гуггенбергер был вынужден отменить атаку. 10 ноября 1942 года в 11.08 по центральноевропейскому времени по авианосцу выпустила четыре торпеды U-561 под командованием оберлейтенанта цур зее Хайнца Шомберга, но они прошли мимо. Однако тот день закончился для «Аргуса» тяжёлыми повреждениями — 250 килограммовая авиабомба попала в кормовую часть, уничтожив 4 самолёта из авиагруппы и нанеся серьёзный ущерб самому кораблю.
В конце 1943 года «Аргус» был переведён в статус учебных авианосцев. На нём проходили обучение экипажи эскортных авианосцев.

## Заключение
Несмотря на небольшую скорость и малую самолётовместимость, «Аргус», из-за своей новаторской конструкции, оказал заметное влияние на развитие авианосцев в целом. Как учебное судно «Аргус» позволил провести обучение большого числа лётчиков Royal Navy и FAA Великобритании и лётчиков частей союзных государств. Корабль также внёс посильный вклад в военные действия на Средиземноморском театре военных действий Второй мировой войны и в битве за Атлантику.